# Blankenstein (Rosenthal am Rennsteig)
Blankenstein è una frazione del comune tedesco di Rosenthal am Rennsteig.

## Storia
Il 1º gennaio 2019 il comune di Blankenstein venne fuso con i comuni di Birkenhügel, Blankenberg, Harra, Neundorf, Pottiga e Schlegel, formando il comune di Rosenthal am Rennsteig.